# Me niego a perderte
Me niego a perderte fue una telenovela argentina emitida en 1987 por Canal 9 Libertad protagonizada por Cristina Alberó y Horacio Ranieri.

## Guion
La telenovela fue escrita por Jorge Cavanet y Alma Bressan, autores prolíficos del género en la década de 1970, 1980 y 1990.

## Cortina musical
El tema de apertura de "Me niego a perderte" es "Viví", interpretado por Jairo.

## Elenco
El elenco estuvo conformado, entre otros, por Alejandra da Passano, Arturo Maly, Teresa Blasco, Norberto Suárez, Andrea Barbieri, Orlando Carrió, Marta Gam, Lita Soriano, Beatriz Spelzini, Antonio Caride, Hugo Cosiansi, Ana María Vinuesa y la primera actriz Iris Láinez.